# 根機
根机，又叫機根、根性、根機、根器等，佛教術語，指眾生對佛法“聞思修”的接受能力和行動能力，因人而異，因時而異。

## 概述
“根”者善根、性格，謂眾生之善根與習性，如樹木之根，能生發善心。“機”者機緣、因緣、時機。對眾生說法，要考慮到其善根有無、幾多，還要考慮到當時當地的因緣是否具足，是否可以方便教化，這種“因材施教”的方式稱為對機說法、應機說法、臨機應變、隨機應變，漢語成語“隨機應變”就是從此而來。
根性優者，能解佛陀甚深法義，或能持戒堅固、行善順利，謂之利根；根性不優者，不能聽受佛陀法義，持戒屢受屢犯，或善心乏少，謂之鈍根、劣根；兩者合稱“二根”。
天台宗判教認為釋迦牟尼佛在住世時說五時八教，就是一個例子。其中的“化儀四教”，即：頓教、漸教、秘密教、不定教。
- 頓教，以《華嚴經》爲代表，直說成佛大法，是爲上等根機的登地菩薩所說，禪宗的理論也來源於此，要明心見性，即身成佛。
- 漸教，是佛法的主流，適合大部分眾生之根機，漸是漸次、次第的意思。佛陀三轉法輪，初說聲聞、緣覺教法，以《阿含經》爲代表；後說方等經，稱讚大乘，以《净名经》為代表；最後說空性、佛性、智慧，三乘都入一佛乘，以《般若經》爲代表。
- 秘密教，即佛教密宗，需要秘密傳承修行，有別于顯宗。
- 不定教，“或闻小法而证大果，或闻大法而证小果，彼此相知，得益不定”，故名不定教。